# Can Messeguer (Sant Feliu de Buixalleu)
Can Messeguer és una masia de Sant Feliu de Buixalleu (Selva) protegida com a Bé Cultural d'Interès Local.

## Descripció
Masia situada al km 8 de la carretera de Breda a Arbúcies (GI-552) al sud-oest del terme municipal de Sant Feliu de Buixalleu i a 5 km de Breda. Edifici molt reformat, de planta rectangular de planta baixa i un pis amb la coberta a dues vessants. La façana presenta tres eixos marcats per les obertures dels dos pisos; la porta d'accés al centre amb arc de mig punt adovellat, i algunes finestres acabades amb llinda de pedra plana.